# Micrantheum
Ne doit pas être confondu avec Micranthum.
Genre
Micrantheum est un genre de plantes à fleurs de la famille des Picrodendraceae. Ce sont des arbustes.

## Liste d'espèces
Selon Catalogue of Life (15 avril 2020) et World Checklist of Selected Plant Families (WCSP) (15 avril 2020) :
- Micrantheum demissum F.Muell. (1890)
- Micrantheum ericoides Desf. (1818)
- Micrantheum hexandrum Hook.f. (1847)
- Micrantheum serpentinum Orchard (1991)

Selon Tropicos (15 avril 2020) (Attention liste brute contenant possiblement des synonymes) :
- Micrantheum boroniaceum F. Muell.
- Micrantheum demissum F. Muell.
- Micrantheum ericoides Desf.
- Micrantheum glomeratum (L.) C. Presl
- Micrantheum hexandrum Hook. f.
- Micrantheum inversum Pancher ex Baill.
- Micrantheum nervosum Pancher ex Guillaumin
- Micrantheum serpentinum Orchard
- Micrantheum suffocatum C. Presl
- Micrantheum tatei J.M. Black
- Micrantheum triandrum Hook.